# 1905 en Belgique
Chronologie de la Belgique
- 1901
- 1902
- 1903
- 1904
- 1905
- 1906
- 1907
- 1908
- 1909

Cette page recense des événements qui se sont produits durant l'année 1905 en Belgique.

## Chronologie
- Janvier : création du conseil des femmes francophones de Belgique par Marie Popelin et  Élise Soyer-Nyst[1].
- Du 25 avril au 6 novembre : exposition universelle de Liège.
- 2 juillet : pose de la première pierre de l'Institut colonial à Tervuren[2].

- 21 juillet : 75e anniversaire de l'indépendance belge.

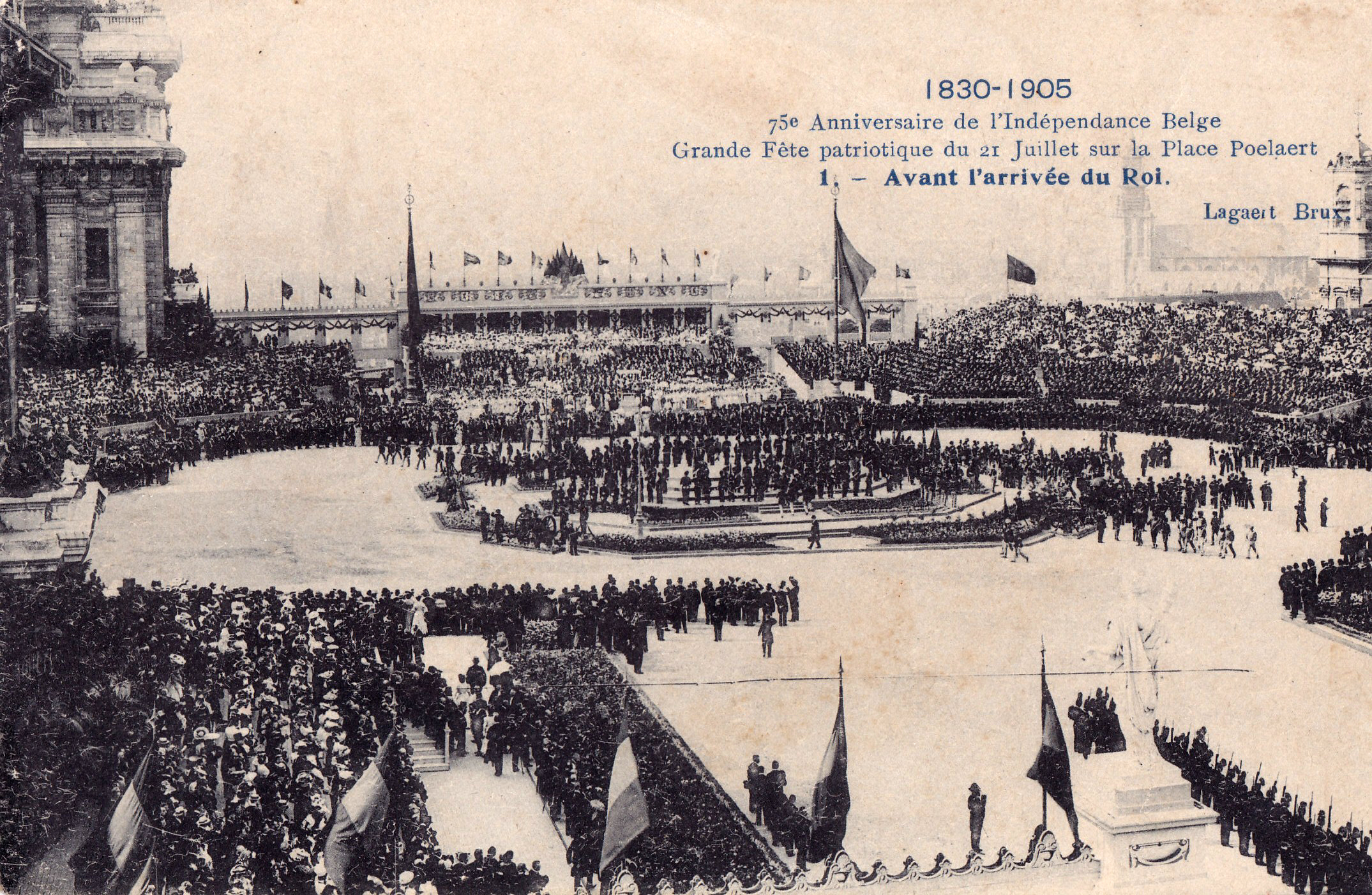
La place Poelaert, le 21 juillet 1905.

- 26 juillet : loi sur le repos dominical obligatoire[3].

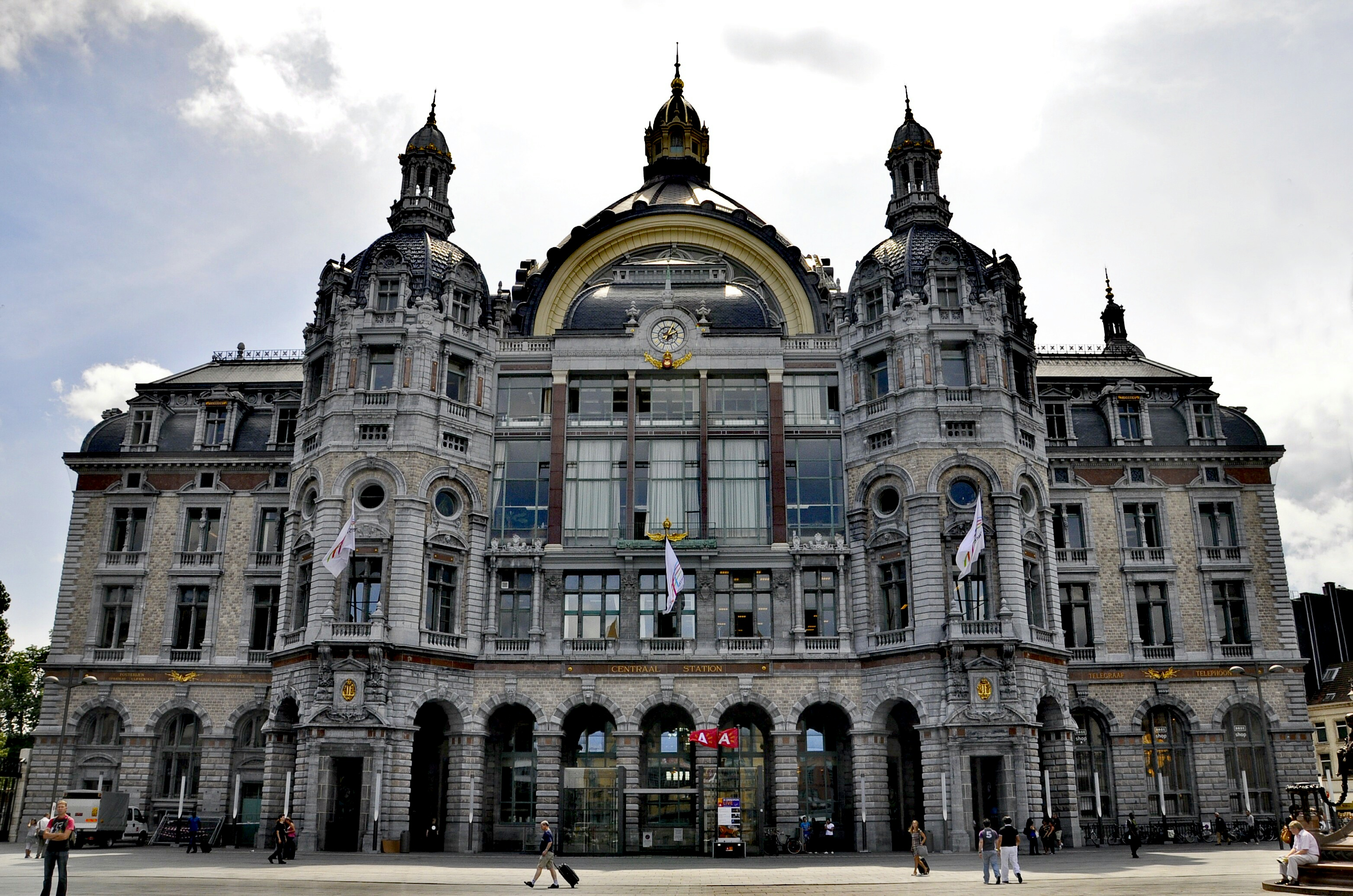
La gare d'Anvers-Central inaugurée en 1905 (architecte : Louis de la Censerie).

- 11 août : ouverture du nouveau bâtiment de la gare d'Anvers-Central.
- Du 24 au 28 septembre : congrès international d'expansion économique mondiale à Mons[4].

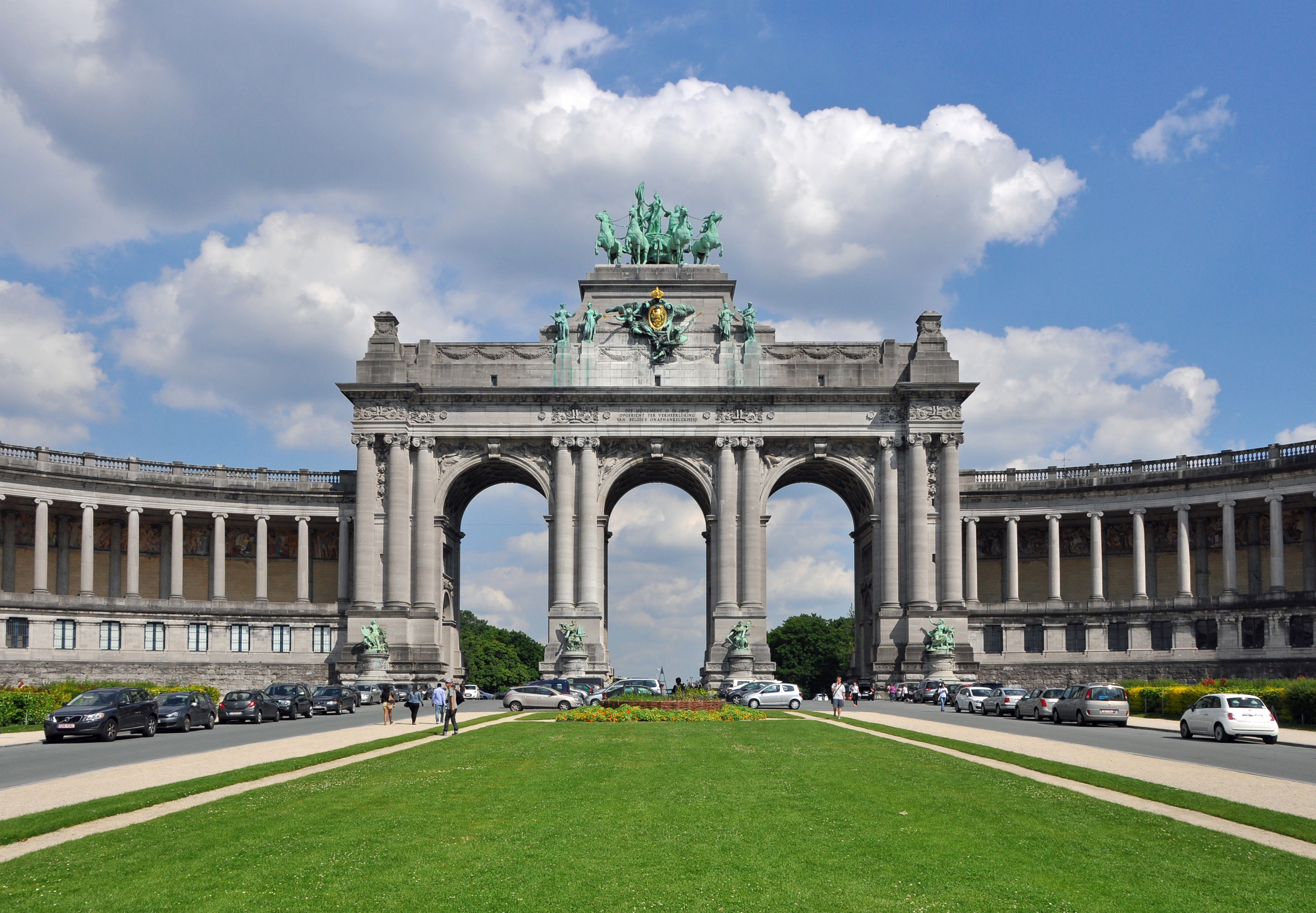
Arcades du Cinquantenaire.

- 27 septembre : inauguration des Arcades du Cinquantenaire à Bruxelles.
- 31 octobre : publication du rapport de la commission d'enquête sur l'État indépendant du Congo[5], dénonçant le traitement réservé à la population indigène par les autorités coloniales.

## Culture

### Architecture

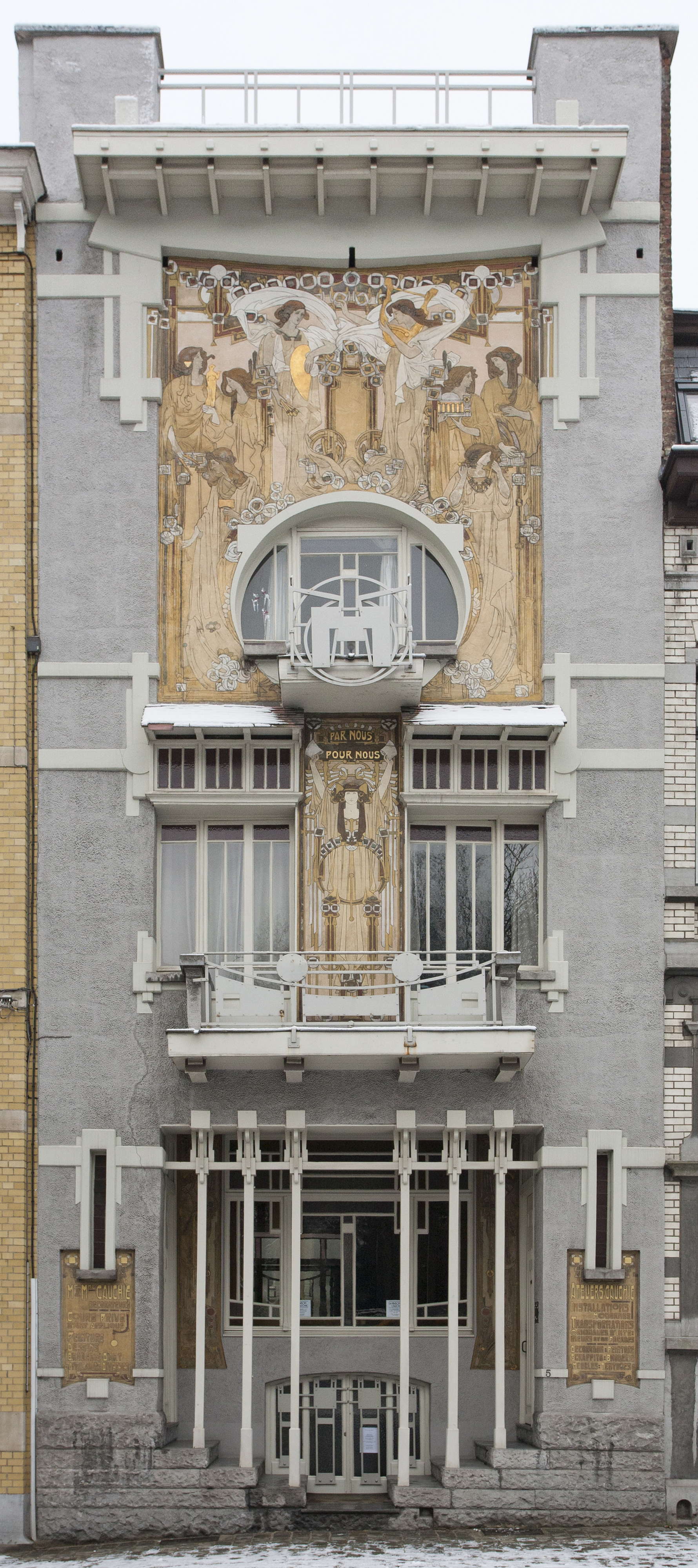
Maison Cauchie à Etterbeek (Art nouveau, Paul Cauchie)
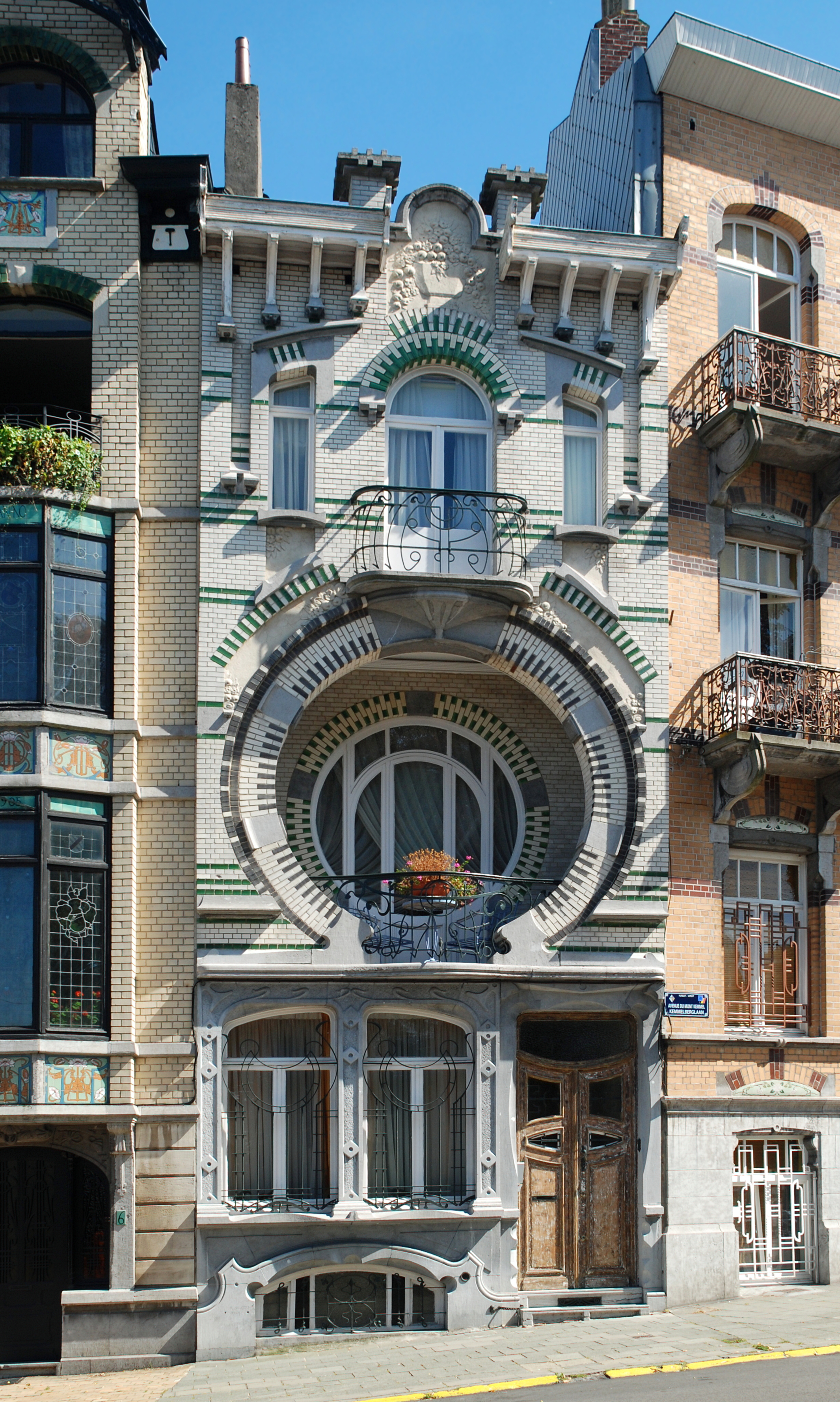
Maison Nelissen à Forest (Art nouveau, Arthur Nelissen)

### Littérature
- La Cité ardente, roman historique de Henry Carton de Wiart[6].
- Les Heures d'après-midi, recueil d'Émile Verhaeren[7].

## Naissances
- 15 janvier : Gérard Loncke, coureur cycliste († 13 mars 1979).
- 26 janvier : Gaston Rebry, coureur cycliste († 3 juillet 1953).
- 1er avril : Gaston Eyskens, homme politique († 3 janvier 1988).
- 3 avril : Georges Lemaire, coureur cycliste († 29 septembre 1933).
- 29 juin : Louis Scutenaire, écrivain et poète surréaliste d'expression française († 15 août 1987).
- 27 septembre : Alfred Hamerlinck, coureur cycliste († 10 juillet 1993).
- 5 octobre : Bernard Van Rysselberghe, coureur cycliste († 25 septembre 1984).
- 13 octobre : Paul De Groote, homme politique († 23 février 1997).
- 22 octobre : Maurice Geldhof : coureur cycliste († 26 avril 1970).

## Décès
- 4 mars : Eugène Plasky, peintre (° 22 juillet 1851).
- 4 avril : Constantin Meunier, peintre et sculpteur (° 12 avril 1831).
- 10 août : Georges Nagelmackers, ingénieur civil et industriel (° 24 juin 1845), mort à Villepreux (France).
- 1er novembre : Isidore Verheyden, peintre (° 24 janvier 1846).
- 17 novembre : Philippe de Belgique (1837-1905), comte de Flandre (° 24 mars 1837).